# Agnieszka Wilczyńska
Agnieszka Wilczyńska (ur. 16 listopada 1974 w Szczecinie) – polska wokalistka jazzowa.
Absolwentka Państwowej Średniej Szkoły Muzycznej w Szczecinie oraz Akademii Muzycznej im. Karola Szymanowskiego w Katowicach (1998, Wydział Jazzu i Muzyki Rozrywkowej).
Laureatka pierwszej nagrody Międzynarodowego Festiwalu Wokalistów Jazzowych w Zamościu oraz pierwszej nagrody na Festiwalu Młodych Talentów w Szczecinie. Występowała m.in. na festiwalach: JazzPol Festival, Jazz Jamboree, Jazz Forum Festiwal, Pomorska Jesień Jazzowa, Złota Tarka oraz Jazz Hot Spring Festiwal.
Współpracowała m.in. z: Andrzejem Jagodzińskim, Włodzimierzem Nahornym, Januszem Muniakiem, Henrykiem Miśkiewiczem, Januszem Skowronem, Janem Ptaszynem Wróblewskim oraz Zbigniewem Wegehauptem.
Uczyła śpiewu na Wydziale Jazzu i Muzyki Estradowej Akademii Muzycznej im. Karola Szymanowskiego w Katowicach (1998–2007) i w Fundacji działającej przy Zespole Szkół Muzycznych im. Fryderyka Chopina w Warszawie, a także na Wydziale Jazzu w Zespole Państwowych Szkół Muzycznych im. Fryderyka Chopina w Warszawie.
Na swoim koncie ma dwie złote płyty: Pogadaj ze mną (muz. Włodzimierz Nahorny, sł. Wojciech Młynarski) oraz „Krzysztof Komeda” z serii „Wielcy Kompozytorzy Filmowi”.
Agnieszka Wilczyńska nagrała piosenkę pt. „Twoje szczęście” do serialu „Barwy szczęścia”.
Debiut aktorski w spektaklu Listy na wyczerpanym papierze, reż. Lena Frankiewicz, Teatr Polski, premiera: 21 września 2013.

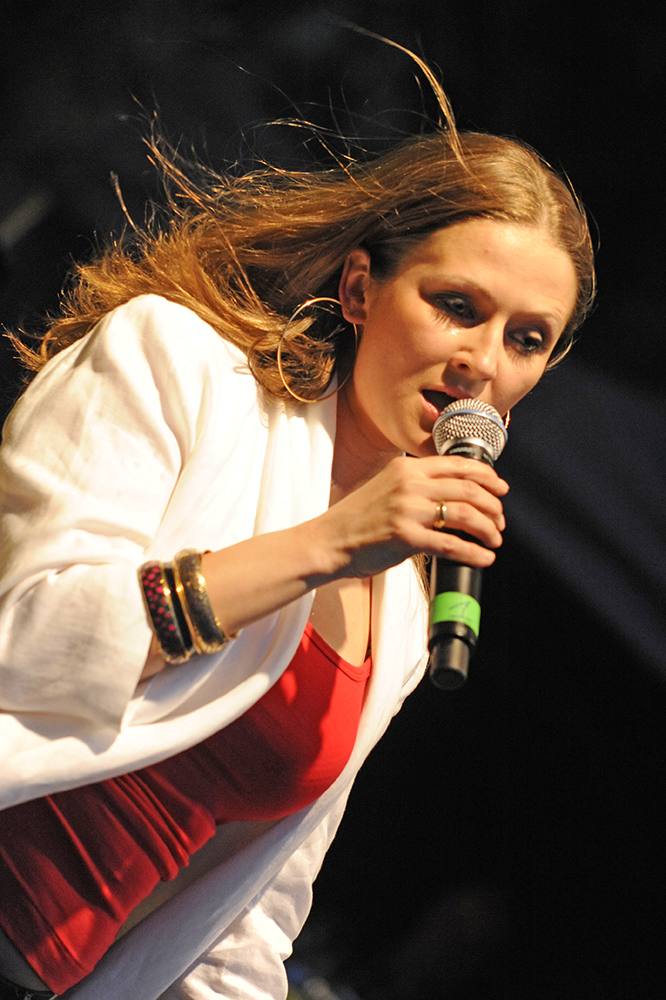
Występ przed Uniwersytetem Warszawskim w maju 2010 wraz z Krzysztofem Herdzinem

Jest Ambasadorką Szczecina.
.

## Dyskografia
- 1998 – „Historia Jazzu”
- 2001 – „Sopocki Nocturn”
- 2006 – „Bix & Henryk”
- 2006 – „Polish Jazz 2007″
- 2007 – „Cicho, cicho pastuszkowie”
- 2007 – „Kompozytor Wojciech Piętowski – piosenki”
- 2008 – Pogadaj ze mną z Januszem Szromem (złota płyta[1])
- 2008 – „Kompozytor Jerzy Abratowski – piosenki”
- 2008 – „Wielcy Kompozytorzy Muzyki Filmowej – Krzysztof Komeda” (Złota płyta)
- 2009 – „Warownym grodem” (Trio Andrzeja Jagodzińskiego)
- 2010 – „Mazurek”
- 2011 – „Wojciech Młynarski – Żyj kolorowo”
- 2014 – „Tutaj mieszkam”[3]
- 2019 – „Wilcze jagody” (z Andrzejem Jagodzińskim)[4]